# Ilan Halimi

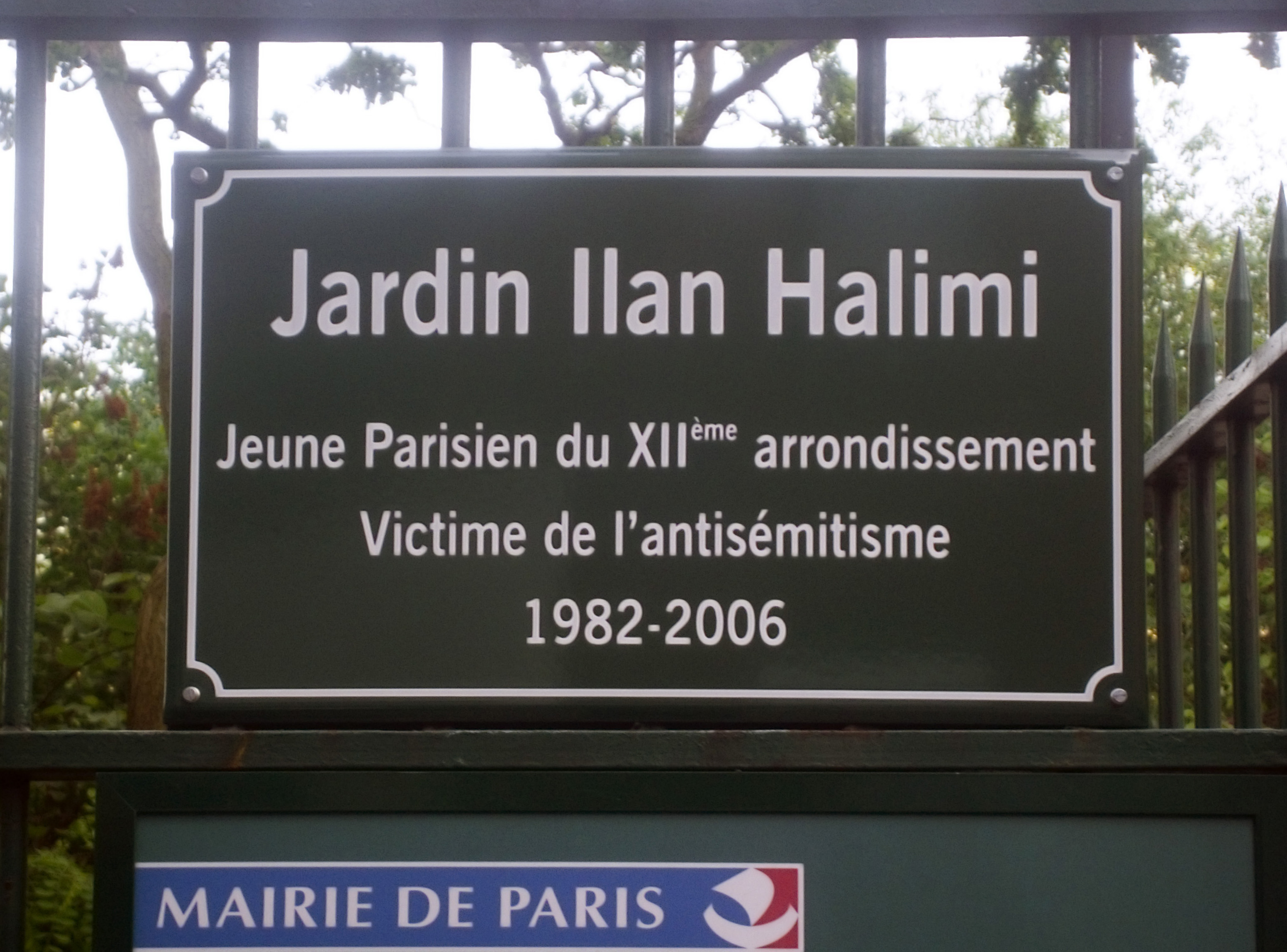
Gedenktafel für Ilan Halimi in Paris

Ilan Halimi (geboren am 11. Oktober 1982; gestorben am 13. Februar 2006) war ein französischer Jude marokkanischer Herkunft.
Er wurde ab dem 21. Januar 2006 von einer Gruppe, die sich „Gang der Barbaren“ nannte, entführt und über einen Zeitraum von drei Wochen in Sainte-Geneviève-des-Bois zu Tode gefoltert. Der Mord verursachte einen öffentlichen Aufschrei der Empörung in Frankreich.

## Leben
Ilans Mutter Ruth Halimi wuchs in Casablanca (Marokko) auf. Die Familie lebt in Frankreich im Pariser 12. Arrondissement. Ilan arbeitete zuletzt als Handyverkäufer. Ruth Halimi veröffentlichte ein Buch, in welchem sie das 24-tägige Martyrium ihres Sohns schildert.

## Ablauf des Verbrechens
Am 21. Januar wurde der 23-jährige Halimi von einer 17-jährigen französisch-iranischen Frau, Sorour „Yalda“ Arbabzadeh, im Auftrag des Haupttäters Youssouf Fofana zu einem Wohnkomplex in den Pariser Banlieues, den Pariser Vororten, gelockt. Dort wurde Halimi von einer Gang überwältigt und für 24 Tage gefangen gehalten.
Während dieser Zeit folterten ihn seine Entführer, indem sie ihn nackt auszogen, fesselten und daraufhin mit Messern stachen, in seinem Gesicht sowie auf dem Körper Zigaretten ausdrückten und ihn mit einer brennbaren Flüssigkeit übergossen und anzündeten. Sie wollten unter anderem ein Lösegeld von 450.000 Euro von seiner Familie erpressen.
Einmal kippten seine Entführer entflammbare Flüssigkeiten auf ihn und entzündeten sie. Nachbarn, Freunde und Bekannte wussten davon, bewachten das Opfer, einige kamen vorbei und sahen den Folterungen zu oder beteiligten sich sogar daran, wie der Prozess ergab. Niemand von ihnen informierte die Behörden.
Am 13. Februar wurde Halimi in der Nähe einer Eisenbahnstrecke in einem Pariser Vorort gefunden. Er war nackt und mit Handschellen gefesselt. Seine Haut war zu 80 % mit Säure verätzt (vermutlich um Spuren seiner Entführer zu vernichten). Er hatte zahlreiche Stichwunden. Auf dem Weg zum Krankenhaus erlag Halimi seinen schweren Verletzungen.
In den folgenden Tagen nahm die französische Polizei 21 Verdächtige in Verbindung mit dem Verbrechen fest, unter ihnen die Frau, die als Lockvogel gedient hatte. Der mutmaßliche Anführer der Gruppe Youssouf Fofana setzte sich in die Elfenbeinküste ab, wo er dann am 22. Februar von der Polizei festgenommen und am 4. März 2006 an Frankreich ausgeliefert wurde.

## Die Entführer
Ein Großteil der Gruppe, die Halimi entführte und sich „die Barbaren“ nannte, war muslimisch. Die bisher Festgenommenen sind hauptsächlich erwerbslose Kinder von Immigranten aus afrikanischen Staaten. Insgesamt wurden am Ende 25 Angeklagte als aktive oder passive Täter verurteilt.

## Antisemitismus als Motiv
Dem damaligen Innenminister Nicolas Sarkozy zufolge gaben Mitglieder der Gruppe zu, dass ihr Glauben an den allgegenwärtigen „jüdischen Reichtum“ sie dazu brachte, es auf verschiedene Juden abzusehen; schließlich traf es Halimi. Ihre Wahl stand jedoch in Kontrast zu den tatsächlichen Verhältnissen der Familie Halimi, die in einem derselben Vororte wohnte wie die Entführer. Berichten zufolge fand die Polizei bei der Festnahme eines Beschuldigten islamisch-fundamentalistische und pro-palästinensische Literatur. Halimis Onkel Rafi berichtete Reportern, dass in einigen Anrufen der Entführer bei der Familie des Opfers antisemitische Koranverse rezitiert wurden; etwa jene, die Juden als „Affen und Schweine“ betiteln oder Juden als Feinde Allahs diffamieren. Begleitet wurde das Ganze von den Schreien des Gefolterten, die aus dem Hintergrund zu hören waren.
Der französische Premierminister Dominique de Villepin erklärte, dass das „abscheuliche Verbrechen“ antisemitisch sei und Antisemitismus in Frankreich nicht akzeptiert werde. Im Prozess wetterte Fofana gegen das „Weltjudentum“.

## Reaktionen in Frankreich
Der Fall fand in den französischen Medien und in der französischen Öffentlichkeit ein enormes Echo. Sechs französische Vereinigungen riefen zu einer Massendemonstration gegen Rassismus und Antisemitismus in Paris am 26. Februar 2006 auf. Nach Polizeiangaben nahmen 33.000 Menschen daran in Paris teil, sowie Tausende weitere im ganzen Land. Es waren auch Personen des öffentlichen Lebens wie Nicolas Sarkozy, Jean-Marie Lustiger und Lionel Jospin anwesend. Der rechte Politiker Philippe de Villiers wurde von linken Demonstranten ausgebuht und musste die Demonstration unter Polizeischutz verlassen.

## Prozess gegen die Täter und Strafverfolgung des Lockvogels Yalda
Am 29. April 2009 begann der Prozess gegen die Mörder Halimis vor dem Pariser Geschworenengericht. Entgegen dem Wunsch der Mutter des Opfers wurde der Prozess nicht öffentlich geführt. Der Anführer der Bande, Youssouf Fofana, erhielt lebenslange Haft. Andere Mitglieder der Bande erhielten jahrelange Haftstrafen, darunter die damals 17-jährige Yalda Sorour Arbabzadeh, die als Lockvogel gedient hatte. Sie wurde zu 9 Jahren Haft verurteilt. Insgesamt wurden 25 Angeklagte schuldig gesprochen, die am stärksten belasteten Mittäter, Samir Ait Abdelmalek, 30, und Jean-Christophe Soumbou, 23, erhielten Haftstrafen von 15 bzw. 18 Jahren.
Arbabzadeh kam Ende 2010 wieder in die Schlagzeilen, weil der Direktor des Versailler Frauen-Gefängnisses, in dem sie einsaß, Florent Gonçalves, eine Affäre mit ihr begann, worauf ein Untersuchungsverfahren gegen ihn eröffnet wurde. Arbabzadeh erhielt von ihm erhebliche Privilegien. Sie wurde drei Jahre früher aus der Haft entlassen.
Am 25. Oktober 2010 wurde vor dem Jugend-Schwurgericht des Départements Val-de-Marne das Revisions-Verfahren im Fall Halimi eröffnet. Dabei wurden die Strafen der Bewacher Ilan Halimis erhöht.

## Angriffe auf das Gedenken
Das Denkmal für Ilan Halimi wurde mittlerweile zerstört. Ein Baum, der in Sainte-Geneviève-des-Bois zu seinem Andenken gepflanzt worden war, wurde kurz vor Halimis dreizehntem Todestag von Unbekannten abgesägt.
Ein im Jahr 2011 zum Gedenken an Ilan Halimi gepflanzter Olivenbaum in Épinay-sur-Seine wurde in der Nacht vom 13. auf den 14. August 2025 von bisher unbekannten Tätern ebenfalls zerstört.

## Trivia
Goncalves veröffentlichte 2012 das Buch Defense d'aimer, das von Pierre Godeau verfilmt und 2016 unter dem Titel Éperdument veröffentlicht wurde. Im selben Jahr erschien ein weiterer Film vom gleichen Regisseur über den Fall unter dem Titel Down by Love.

### Medienberichte
Auf Englisch:
- Killing in France Seen as 'Wake-Up Call', Washington Post, 25 February 2006
- French Officials Now Say Killing of Jew Was in Part a Hate Crime, New York Times, 23 February 2006
- Anti-Semitism seen rising among France's Muslims, Boston Globe, 13 March 2006
- Mother of murdered French Jew speaks out on what went wrong, Brett Kline, FaithFreedom.org, 27 March 2006
- Torture-slaying raises fear of anti-Semitic resurgence, San Francisco Chronicle, 26. Februar 2006

Auf Französisch
- Les événements heure par heure, timeline of events from Le Nouvel Observateur, 24 February 2006
- Itinéraires d'une bande meurtrière, Libération, 22 February 2006